# Cristobal Colón (F-105)
Фрегат «Крістобаль Колон» (ісп. «Cristobal Colon» (F-105)) — останній в серії з п'яти кораблів типу «Альваро де Базан» (F-100) ВМС Іспанії. Кораблі даного класу призначені для дій у складі пошуково-ударної групи на чолі з авіаносцем (група «Alpha») в районі Гібралтару. Як і інші фрегати класу «Альваро де Басан» класу F-100 має на озброєнні багатофункціональну бойову інформаційно-керуючу систему (БІКС) Іджис.

## Назва
Корабель отримав назву на честь Христофора Колумба (1451—1506) — генуезького мореплавця на службі Іспанської Корони, першовідкривача Америки.

## Будівництво
Контракт на будівництво був підтверджений 20 травня 2005 року. Будівництво було розпочато 29 червня 2007 року на верфі іспанської суднобудівної компанії Navantia в Ферролі. Спуск на воду відбувся 4 листопада 2010 року. 12 березня 2012 року вийшов на ходові випробування. Приймально-здавальні випробування відбулися 25 червня 2012 року. Введено до складу ВМФ 23 жовтня 2012 року.

## Покращення порівняно з іншими фрегатами типу«Альваро де Базан»
Дизайн фрегата «Крістобаль Колон» включає декілька вдосконалень порівняно з оригінальним дизайном класу. Він оснащений новими двигунами Bravo 16V, які підвищують його максимальну швидкість і носовим тягачем потужністю 850 кВт для роботи в порту. У системах озброєння та бойових дій додаються дві 25-мм гармати Mk-38 для тісної оборони, нова система електронної та підводної боротьби під час ведення бойових дій, радіолокаційний наземний радіолокатор, вдосконалення радіолокації SPY-1D та удосконалення систем зв'язку та управління. Він також зможе приймати вертольоти NH 90, було розширено ангар та льотний майданчик.

## Бойова служба
24 лютого 2014 року він відплив зі своєї бази у Ферролі, щоб приєднатися до операції «Аталанта» для боротьби з піратством в Індійському океані.
19 червня 2014 прибув до Стамбула в складі цільової групи SNMG-2 НАТО.
20 та 21 січня 2017 року він здійснив зупинку в саудівському порту Джидда, де прийняв делегацію ВМС Саудівської Аравії.
В вересні 2018 року у складі Постійної військово-морської групи НАТО здійснював патрулювання в Східному Середземномор'ї в безпосередній близькості від берегів Сирії.